# Centrocercus minimus
Centrocercus minimus là một loài chim trong họ Phasianidae.
Đây là loài đặc hữu của Đại Bồn địa Bắc Mỹ. Loài này tương tự như các loài gà gô lớn hơn (Centrocercus urophasianus) về bề ngoài, nhưng khoảng nhỏ hơn một phần ba, với nhiều lông cọ dày phía sau đầu; Loài này cũng có một điệu nhảy tán tỉnh ít phức tạp hơn. Phạm vi phân bố được giới hạn trong phạm vi đến phía tây nam Colorado và cực đông Utah, với dân số lớn nhất cư trú trong khu vực lưu vực sông Gunnison ở Colorado. Mặc dù sinh sống tại một tiểu bang nơi chim chóc tương đối được biết đến nhưng loài này đã bị bỏ qua cho đến những năm 1990 do những điểm tương đồng với săn mồi hiền triết và chỉ được mô tả như là một loài mới vào năm 2000- làm cho nó là loài chim mới đầu tiên được mô tả từ Mỹ từ thế kỷ 19. Mô tả của C. minimus như là một loài riêng biệt được hỗ trợ bởi một nghiên cứu phân tử về biến đổi di truyền, cho thấy rằng sự lưu thông gen giữa các loài chim lớn và thân nhỏ không có mặt.
Loài này đáng chú ý của các nghi lễ tán tỉnh tinh xảo của chúng. Mỗi mùa xuân, những con chim trống tập trung ở nơi tán tỉnh và thực hiện một màn biểu diễn dáng đi khệnh khạng. Các con chim mái quan sát những màn trình diễn này và lựa chọn những con trống hấp dẫn nhất để giao phối. Chỉ có một vài con mái phối giống cho hầu hết con mái. Con trống biểu diễn tán tỉnh trong nhiều giờ vào buổi sáng sớm và buổi tối trong mùa xuân. Khu vực biểu diễn tán tỉnh nói chung là các khu vực mở rộng kế cận với các nhóm cây ngãi đắng mọc dày đặc, và cùng một nơi biểu diễn tán tỉnh có thể được sử dụng bởi cằn cỗi trong nhiều thập kỷ.
Số lượng loài này đang suy giảm do mất môi trường sống; Phạm vi của chúng đã bị thu hẹp lại trong thời gian lịch sử. Theo đơn kiến nghị, loài chim này đã được đề xuất để niêm yết theo Đạo luật Các loài Nguy cấp, bởi Cục Cá và Động vật Hoang dã Hoa Kỳ.